# Gavril Dejeu
Gavril Dejeu (ur. 11 września 1932 w Poieni w okręgu Kluż) – rumuński prawnik i polityk, w latach 1996–1999 minister spraw wewnętrznych, od 30 marca do 17 kwietnia 1998 pełniący obowiązki premiera Rumunii.

## Życiorys
Ukończył prawo na Uniwersytecie Babeș-Bolyai w Klużu-Napoce, po czym praktykował jako adwokat. W 1990 po przemianach politycznych wstąpił do Partii Narodowo-Chłopsko-Chrześcijańsko-Demokratycznej, objął obowiązki przewodniczącego regionalnych struktur tego ugrupowania w okręgu Kluż. W 1992 uzyskał mandat poselski z ramienia współtworzonej przez PNȚCD Rumuńskiej Konwencji Demokratycznej. W 1996 z powodzeniem ubiegał się o reelekcję, zasiadając w Izbie Deputowanych do 2000.
12 grudnia 1996 objął stanowisko ministra spraw wewnętrznych w gabinecie Victora Ciorbei. Po dymisji premiera od 30 marca do 17 kwietnia 1998 pełnił jego obowiązki. Pozostał na czele MSW w nowym rządzie, który utworzył Radu Vasile. Podał się do dymisji 19 stycznia 1999 w okresie górniczych protestów (tzw. mineriady). Zakończył urzędowanie dwa dni później.